# Kaľava
Kaľava (allemand : Karlsdorf in der Zips) est un village de Slovaquie situé dans la région de Košice.

## Histoire
Première mention écrite du village en 1300.

## Démographie

### Évolution de la population
| Année:               | 1994. | 2004.    | 2014.   | 2024.   |
| -------------------- | ----- | -------- | ------- | ------- |
| Nombre de personnes: | 399   | 439      | 410     | 399     |
| Différence:          |       | +10,02 % | -6,60 % | -2,68 % |

| Année:               | 2023. | 2024.   |
| -------------------- | ----- | ------- |
| Nombre de personnes: | 397   | 399     |
| Différence:          |       | +0,50 % |